# RAID (politie)
De eenheid RAID is een in 1985 opgerichte antiterreur interventie-eenheid van de Franse Nationale politie. De eenheid is vergelijkbaar met de arrestatieteams van de Nederlandse politie. De naam is het acroniem van Recherche, d’Assistance, d’Intervention et de Dissuasion.
RAID kent aparte secties voor:
- operationele acties
- onderzoek en ontwikkeling
- crisisinterventie (waaronder onderhandelingen)
- werving en opleiding

Naast RAID kent de Franse Nationale politie andere soortgelijke eenheden die GIPN zijn genaamd en kent de Franse Gendarmerie een soortgelijke eenheid die GIGN is genaamd.